# Dactylorhiza traunsteineri
Dactylorhiza traunsteineri es una especie de orquídea (familia Orchidaceae).

## Descripción
Parecida a Dactylorhiza incarnata  pero con hojas inferiores más de 4 veces más largas que anchas y con segmentos periánticos más grandes, 7-8 mm (normalmente 5-6 mm en Dactylorhiza incarnata). Flores moradas, en una inflorescencia cilíndrica más o menos laxa de muchas flores. Tallo folioso, de hasta 50 cm. Florece en primavera y verano.

## Hábitat
Turberas pantanos, depresiones húmedas.

## Distribución
Norte y centro de Europa.